# Joost Terol
Joost Terol, né le 1er février 1980 à Leyde (Pays-Bas), est un footballeur néerlandais qui évolue au poste de gardien de but.

## Palmarès
- Vainqueur de la Supercoupe des Pays-Bas en 2004 avec le FC Utrecht
- Champion des Pays-Bas de D2 en 2010 avec De Graafschap